# Nikolaikirche (Erfurt)

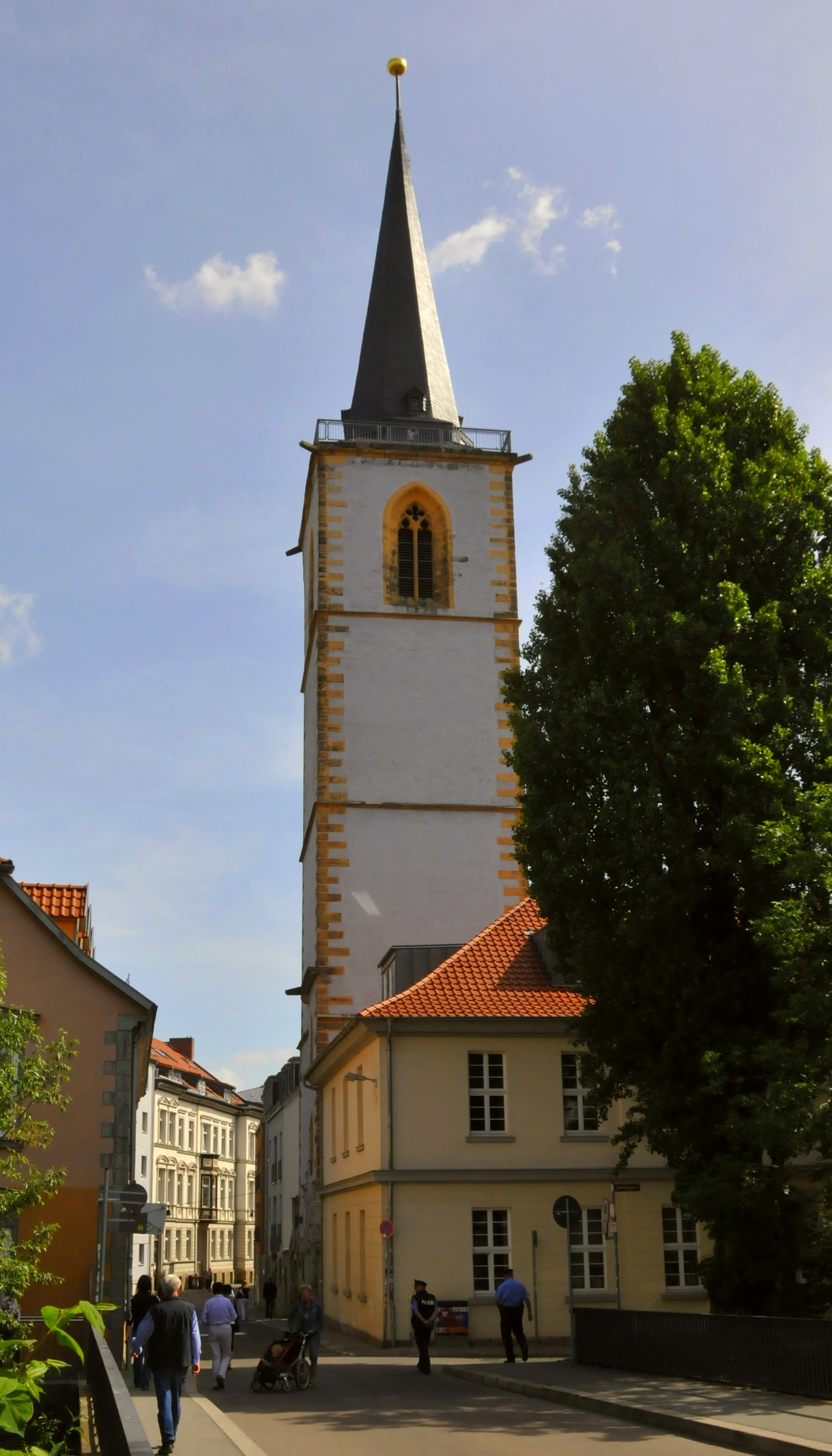
Nikolaiturm

Die Nikolaikirche war eine Pfarrkirche im Norden der Altstadt von Erfurt. Sie wurde 1013 erstmals urkundlich erwähnt und 1747 abgerissen, nachdem sie bei einem Brand 1744 schwer beschädigt worden war. Erhalten blieb nur der Turm, der deshalb auch als Nikolaiturm bezeichnet wird.
Der 1360/61 errichtete Nikolaiturm, in dessen Erdgeschoss sich die Elisabethkapelle befindet, zählt zu den ältesten und wertvollsten Kunst- und Kulturobjekten Erfurts. Die Nikolaikirche war eine Brückenkopfkirche der Lehmannsbrücke, die 1182 erstmals erwähnt wurde. Noch heute sind im Bereich der Nordfassade des Turms die Anbindungsbereiche an den Kirchenbau in Form von Mauerwerksunebenheiten und Türöffnungen erkennbar.

## Elisabethkapelle und Wandmalerei
Die auf quadratischem Grundriss erbaute Elisabethkapelle weist eine kreuzgratgewölbte Decke und leicht spitzbogige Schildbogenwände auf. Das Mauerwerk wurde in Kalkbruchstein, die Tür-, Fenster- und Altarnischenlaibungen dagegen mit großformatigen Sandsteinquadern (Werkstein) ausgeführt. Als Mauer- und Verfugmörtel kam ein Kalkputz zum Einsatz. Abschließend brachte man einen geglätteten Gipsputz als Malschichtträger auf. Im Bereich der Südwand kann man die noch erhaltenen Teile eines mittelalterlichen Malereizyklus mit szenischen Darstellungen zum Leben der hl. Elisabeth erkennen. Umfangreiche restauratorische Untersuchungen ergaben, dass ursprünglich alle Wände der Kapelle bemalt waren.
Die Elisabethkapelle im Erfurter Nikolaiturm mit mittelalterlichen Wandmalereien aus dem Leben der heiligen Elisabeth (1207–1231) wurde am 19. November 2006 zum Auftakt des Elisabethjahres 2007 wieder für Besucher zugänglich gemacht. Die Wandmalereien im Nikolaiturm wurden in den vergangenen Jahren restauriert.